# Fond-de-Gras

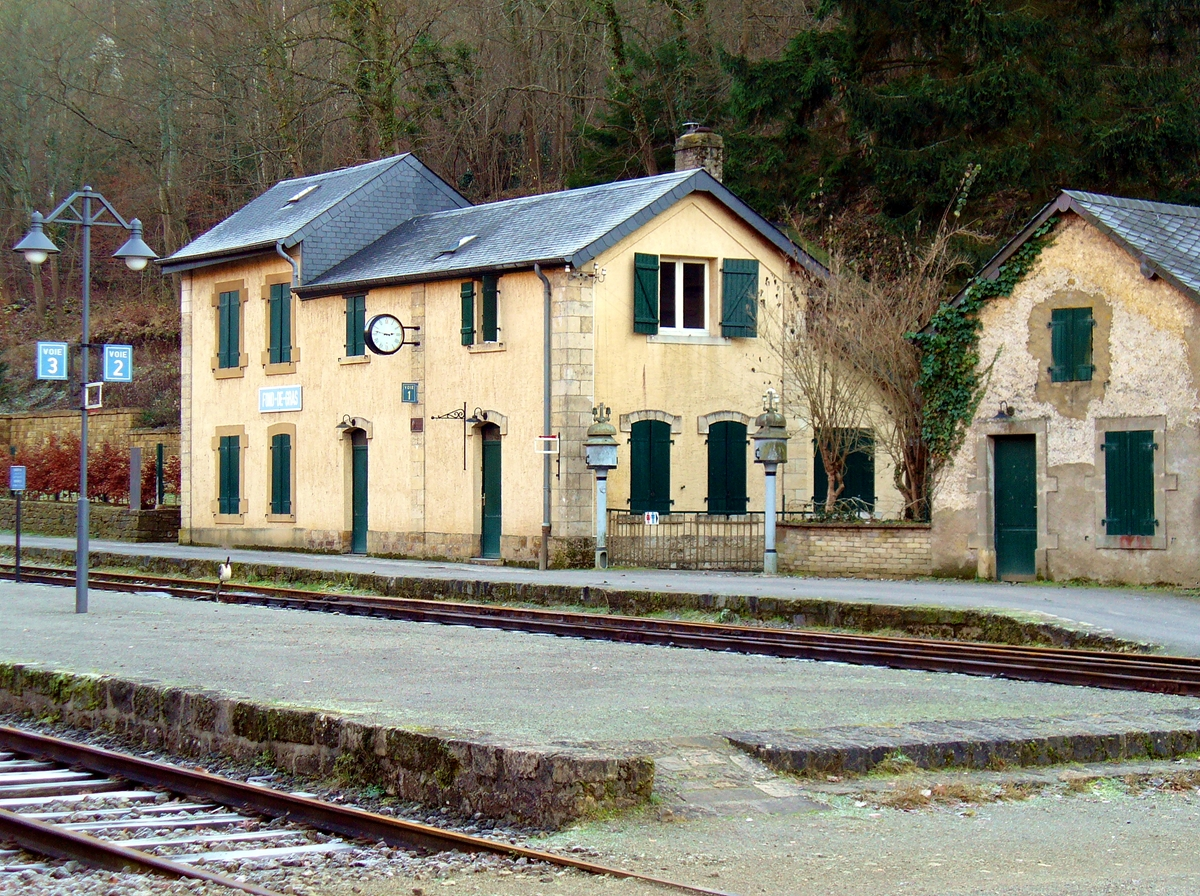
Bahnhof der Museumsbahn „Train 1900“ in Fond-de-Gras

Fond-de-Gras ist eine frühere Umladestation für Eisenerz mit zugehörigen Betriebsanlagen an der Bahnstrecke Petingen–Bois Châtier. Es gehört zu den luxemburgischen Gemeinden Differdingen und Petingen.

## Ortsname
Vor 1900 hieß der Ort französisch Fond de Grâce, deutsch Gnadengrund. Es wird auch heute noch das „s“ in Gras als scharfes S ausgesprochen und betont.

## Geschichte

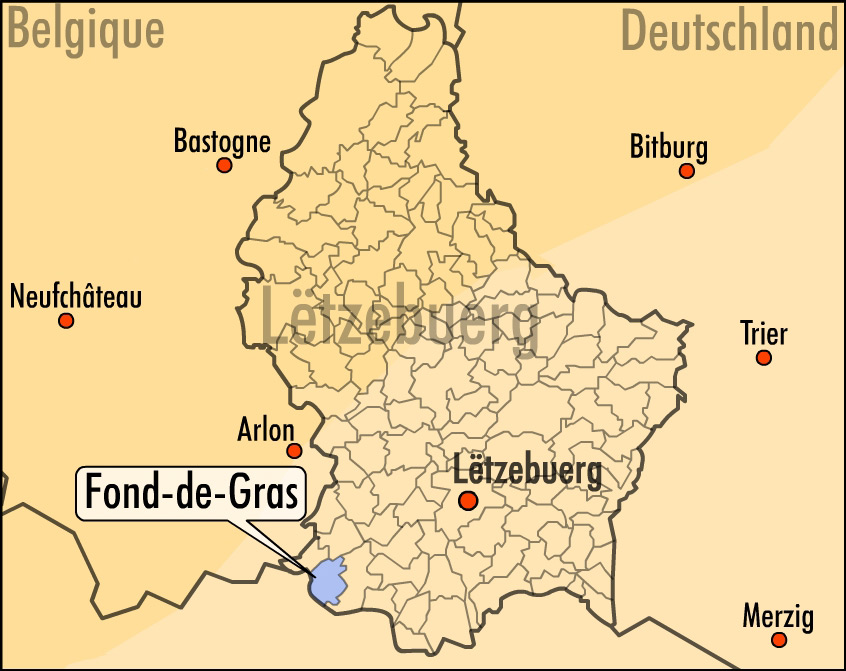
Lage des Fond-de-Gras in Luxemburg

1875 wurde die Bahnstrecke bis Lamadelaine (früherer Name des Bahnhofs Fond-de-Gras) in Betrieb genommen, vier Jahre später die Verlängerung bis Bois Châtier. Der Bahnhof Lamadelaine war anfangs nur ein Güterbahnhof, der zur Umladestation gehörte.
Fond-de-Gras befindet sich am nördlichen Rand der lothringischen Eisenerzbeckens und die sog. Minette befindet sich hier nur wenige Meter unter der Oberfläche. Diese recht dünne Abdeckung erschwerte den Abbau unter Tage, so dass sich häufig Einbrüche in den Grubenstollen ereigneten. Diese Tatsache sowie der niedrige Eisengehalt der Erze führte zur Einstellung des Abbaues in der zweiten Hälfte des 20. Jahrhunderts. Zuletzt wurde noch im nahegelegenen Tagebaugebiet Giele Botter Erz bis zur Krise der Stahlindustrie 1977 abgebaut.
1973 begannen die ersten Aktionen, die Bahn wieder in Betrieb zu nehmen. Anfang der 1980er Jahre wurden Maßnahmen ergriffen, die Schäden durch Erdrutsche und an Brücken zu beseitigen, was die Wiederaufnahme des Betriebs bis zum Bahnhof Petingen ermöglichte.
Seit 1985 gehört Fond-de-Gras zum kulturellen Inventar Luxemburgs. Gebäude und Anlagen wurden mit staatlicher Hilfe instand gesetzt. Inzwischen gehört Fond-de-Gras zur Europäischen Route der Industriekultur.
Die Gegend um Fond-de-Gras und Fond-de-Gras selbst wird heute von den Einheimischen als Naherholungsgebiet genutzt.

## Museumsbahn „Train 1900“

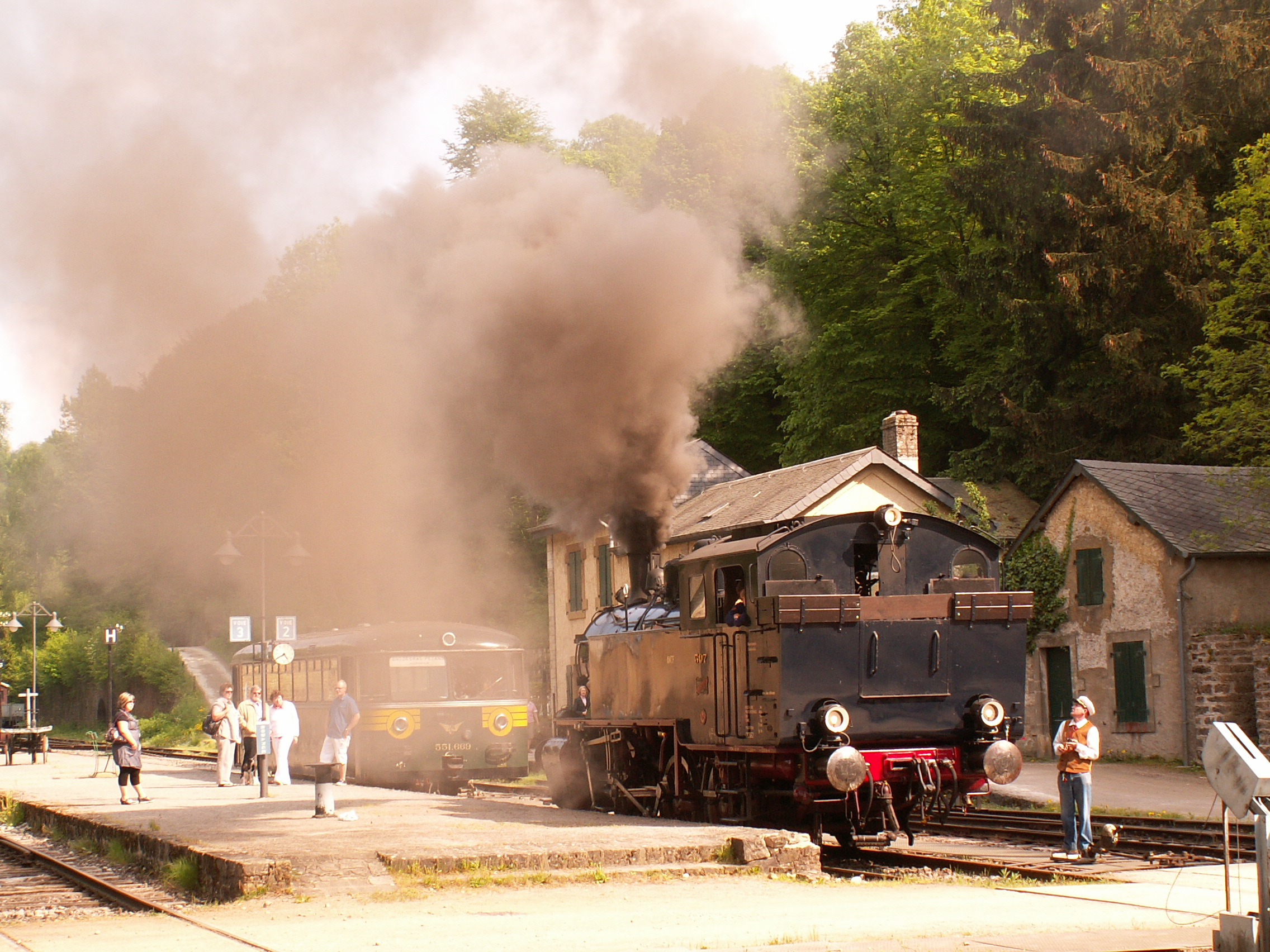
Dampflokomotive Energie 507 und „Schienenbus“ 551669

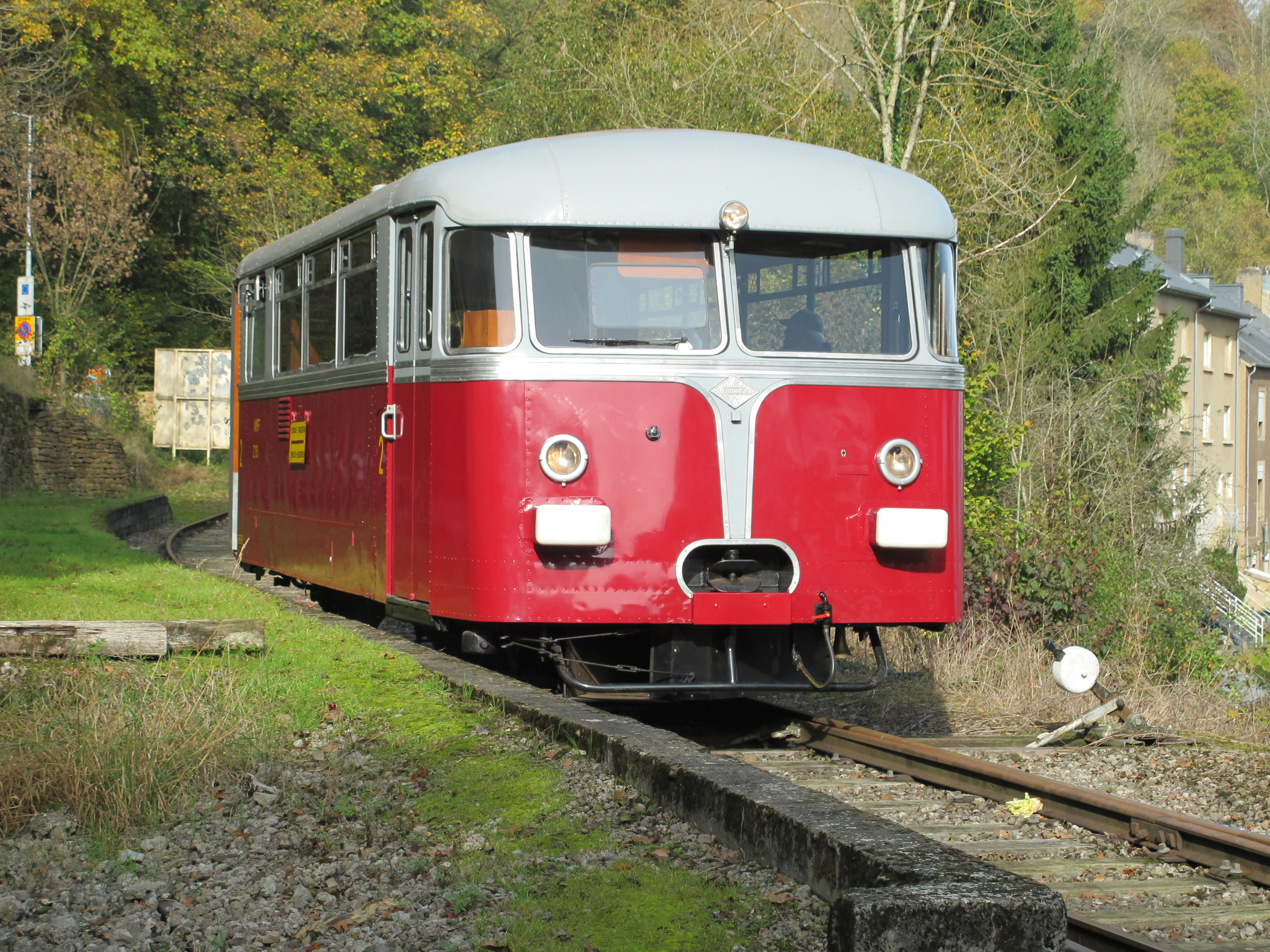
Uerdinger Schienenbus Z 151

Fond-de-Gras ist zugleich Kopfbahnhof und betrieblicher Mittelpunkt des „Train 1900“, einer in den 70er-Jahren entstandenen Museumsbahn, die von dem gemeinnützigen Verein AMTF (Association des Musée et Tourisme Ferroviaires) a.s.b.l betrieben wird.
Der Bahnhof von Fond-de-Gras befindet sich bei Kilometer 5,95 der ehemaligen Industrie-Bahnstrecke Petingen–Bois Châtier, die 1986 von der AMTF aufgekauft wurde. Es bieten sich also von hier aus zwei verschiedene Richtungen für die Zugfahrt an. Hauptsächlich wird die Teilstrecke zwischen Fond-de-Gras und Petingen befahren. Diese Fahrten führen über den Haltepunkt Fuusbësch (Kilometer 2,63) entlang der Anhöhen von Lamadelaine zur Endstation in Petingen, gegenüber dem CFL-Empfangsgebäude bei Kilometer 2,2. Alternativ hierzu wird auch die Teilstrecke in Richtung der französischen Grenze befahren. Diese erstreckt sich von Fond-de-Gras nach Rodingen, über den Haltepunkt Graas (Kilometer 6,67) bei Doihl bis zur Endstation Bois-de-Rodange bei Kilometer 7,36.
Auf dem letzten Teil von Bois-de-Rodange bis zum Endpunkt der Strecke bei Bois Châtier an der französischen Grenze sind keine Schienen mehr vorhanden. Hier wurde ein Forstweg angelegt den die Fahrgäste zu Fuß erkunden können.
Der Fahrpark des „Train 1900“ besteht aus:
- 8 Dampflokomotiven,
- 2 Dieseltriebwagen: Uerdinger Schienenbusse Z 151 (Bauart Prototyp, vorm. CFL) und 551669 (Serienausführung VT 95, vorm. VT 95 9669 bzw. 795 669 der DB)[2]
- 5 Diesellokomotiven,
- 2 Dieseldraisinen,
- 19 Personenwagen,
- 29 Güterwagen,
- und einigem nicht mehr betriebsfähigem Material aus den umliegenden Eisenhütten.

Die regulären Fahrtage finden jeden Sonn- und Feiertag vom 1. Mai bis zum letzten Sonntag im September statt, außerdem besteht die Möglichkeit, Dampfzüge, Triebwagen und Lokschuppen für Sonderfahrten zu mieten.
Seit 2011 findet auf dem Gelände am letzten Wochenende im September eine Steampunk Convention statt.

## Grubenbahn „Minièresbunn“
Die Umladestation Fond-de-Gras wurde früher durch eine Grubenbahn mit Eisenerz aus dem angrenzenden Bergwerk versorgt. Diese verkehrte auf einem 700-mm-Schmalspurnetz, das heute noch größtenteils erhalten ist oder bereits restauriert wurde. Seit den 1990er-Jahren dient die Strecke dem Betrieb einer Museumsbahn, genannt Minièresbunn, die Fond-de-Gras mit dem französischen Dorf Saulnes verbindet. Die Fahrt auf der fast 4 km langen Strecke wird in mehrere Etappen unterteilt:
- Die erste Teilstrecke verläuft vom Kopfbahnhof der Schmalspur (Fond-de-Gras) bis zum Umsteigepunkt Doihl (Rodange). Befahren wird sie meist mit einer von zwei „Krauss“-Dampflokomotive, die schon zu Zeiten des Erzabbaus hier verkehrten. Am Haltepunkt bei Doihl (Rodange), einer ehemaligen Brecheranlage und Kompressorstation von der aus das Eisenerz mit Seilbahnen in die umliegenden Eisenhütten transportiert wurde, findet meist ein Lokomotivwechsel statt (jedoch können auch ganze Züge gewechselt werden), bei dem meistens die Dampflokomotive gegen eine von drei verfügbaren AEG-Elektrolokomotiven getauscht wird.
- Der zweite Teilabschnitt, eine mit 500 Volt Gleichstrom elektrifizierte Strecke, führt durch den fast 1400 m langen Hauptförderstollen. Optional kann ein Halt am Besucherstollen durchgeführt werden, der sich etwa 300 m vor dem Stollenausgang in Lasauvage befindet. Hier werden kleine Führungen durch ein Abbaugebiet angeboten, außerdem kann ein funktionstüchtiger Kompressor aus dem Jahr 1900 vorgeführt werden. Entlang der Strecke sind auch Arbeitsgeräte für den Abbau unter Tage ausgestellt. Nach der Untertage-Fahrt erreicht der Zug den Haltepunkt Lasauvage-Bergwerk.
- Vom Haltepunkt Lasauvage-Bergwerk aus fahren die Züge entweder (je nach Fahrt) zum Haltepunkt Lasauvage Kirche oder nach Saulnes. Beide Strecken werden meist mit einer von zwei verfügbaren Diesellokomotiven befahren, wobei die Strecke zwischen Lasauvage-Bergwerk und Lasauvage-Kirche auch elektrifiziert ist, und somit Elektrolomotiven zum Einsatz kommen können.

Das gesamte Rollmaterial, der unterirdische Stollen-Abschnitt, das historische Arbeitsmaterial, die historischen Maschinen sowie alle Haltepunkte werden von der Minièresbunn Doihl-Rodange a.s.b.l in Zusammenarbeit mit dem Luxemburgischen Denkmalschutzamt restauriert, aufrechterhalten und betrieben.

## Sehenswürdigkeiten

### Industriekultur

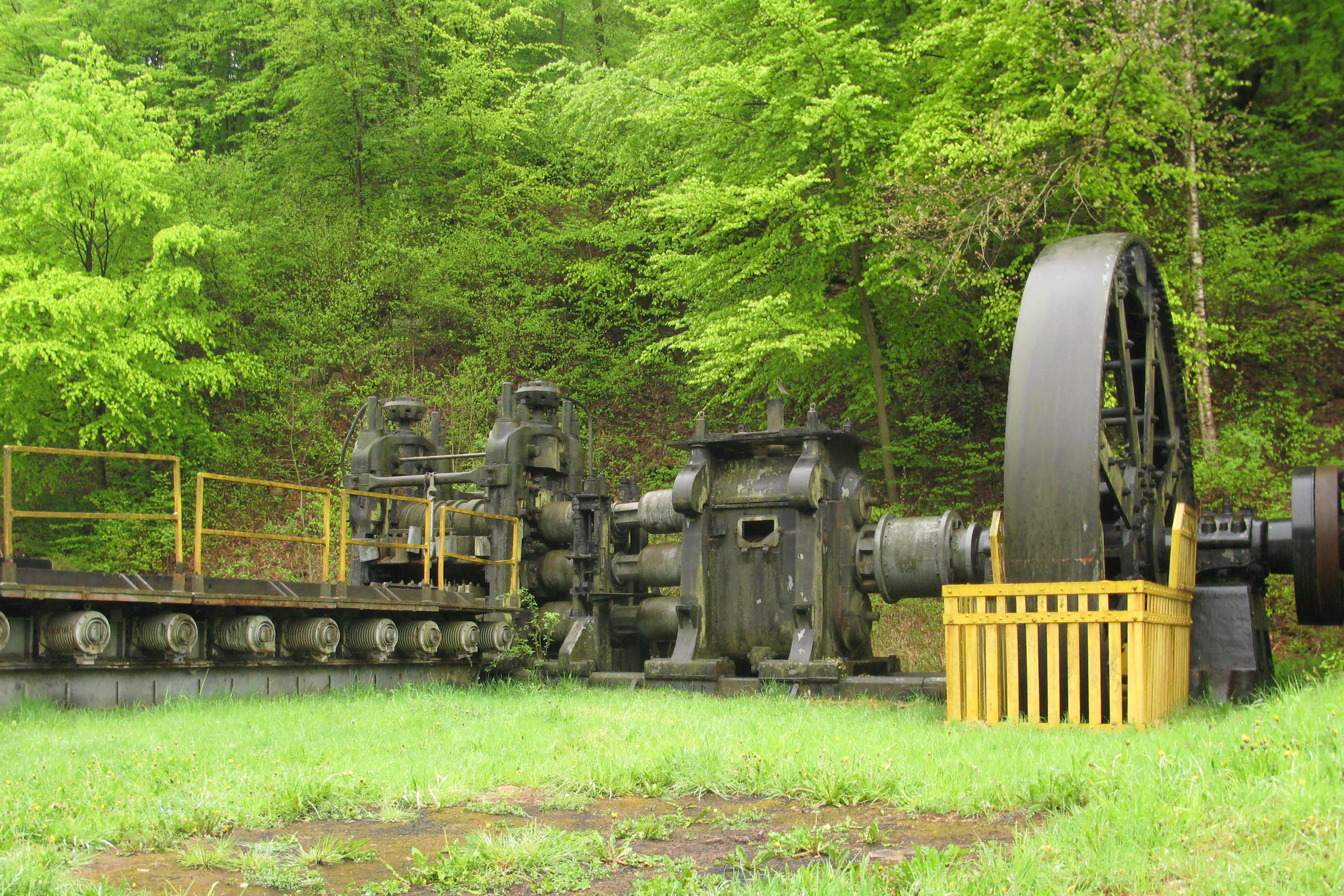
Ehemaliges Schienenwalzwerk

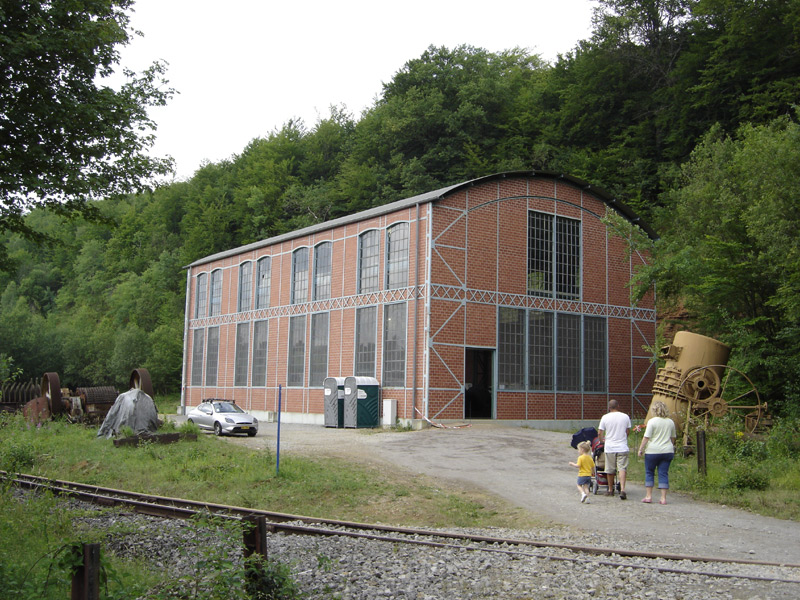
Ehemalige Generatorhalle in Fond-de-Gras

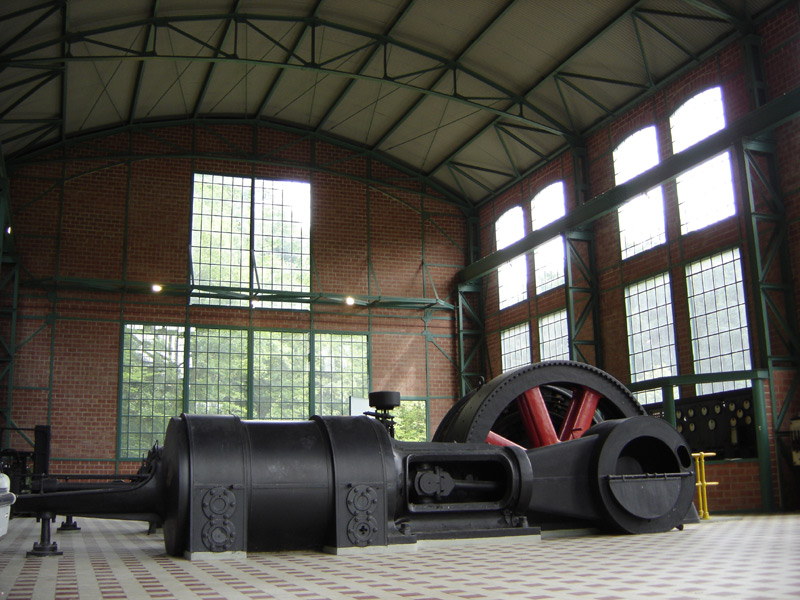
Dampfzylinder mit Generator in der Halle

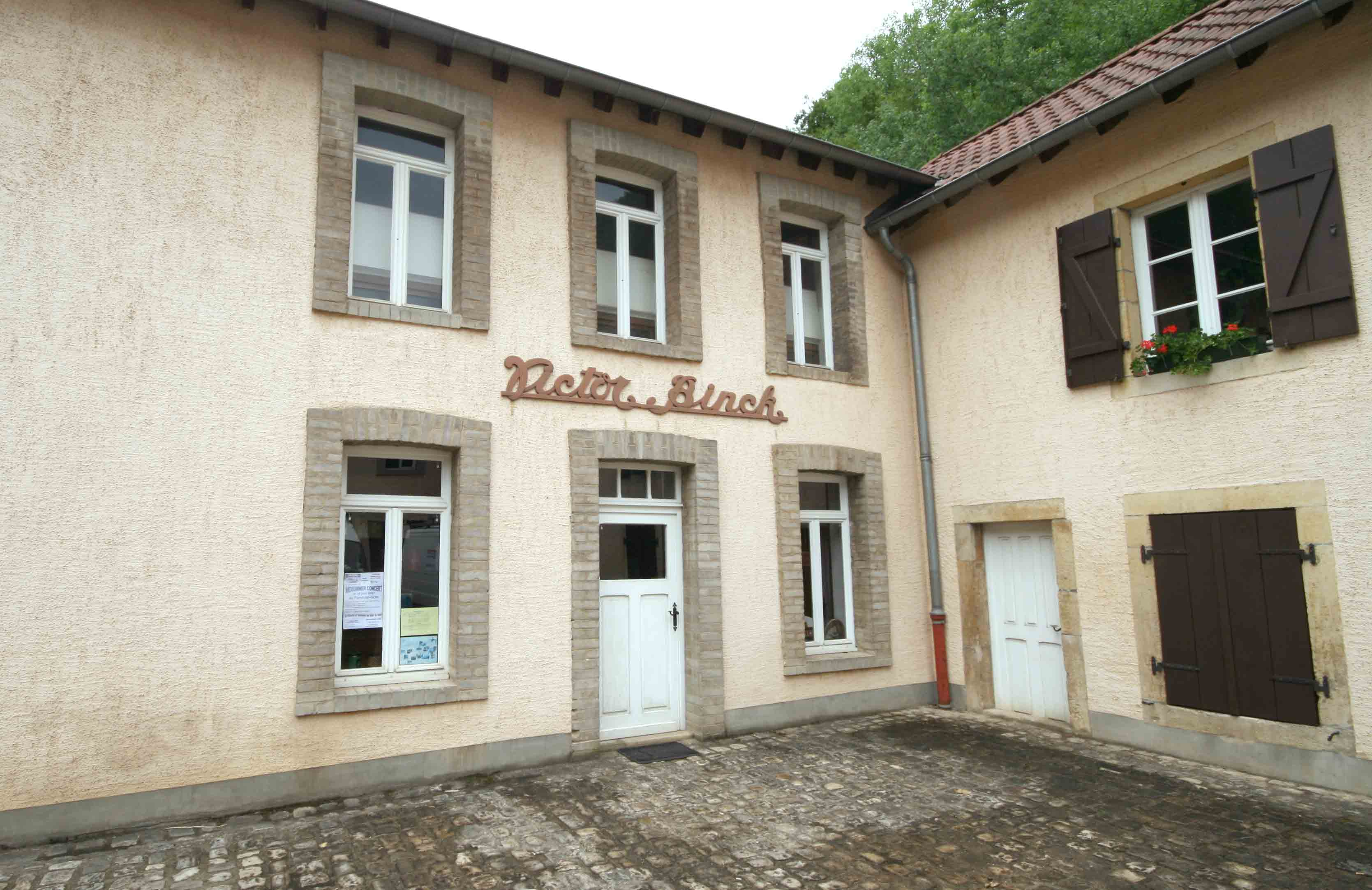
Epicerie Binck

Besichtigbar sind Reste einer alten Erzumladestation sowie früher von der Minenverwaltung genutzte Bauwerke. Zur Ansicht steht weiterhin viel früher im Rahmen der Eisenerzgewinnung und -verhüttung genutztes Rollmaterial der Eisenbahn, das sich jedoch in sehr unterschiedlichem Zustand befindet, und zum Beispiel auch ehemalige Straßendampfwalzen und Hochöfen.
1988 wurde ein ehemaliges Elektrowerk, das früher in Hollerich gestanden hatte und mit Dampf betrieben wurde, in Fond-de-Gras wieder aufgebaut. Dies hatte bis 1980 Strom für die Ateliers Paul Wurth, die Tabakmanufaktur Heintz van Landewyck, das Champagnerhaus Mercier und einige Städte produziert. Es bestand aus einem großen Dampfkessel, einem Kühlturm und einer Maschinenhalle in Stahlfachwerk-Bauweise und produzierte 250-Volt-Gleichstrom oder Wechselstrom. In Fond-de-Gras wurde jedoch nur die Maschinenhalle mit ihren zwei großen horizontalen Dampfzylindern mit Kolben und dem dazugehörigen Stromgenerator aufgebaut. Die zwei Dampfzylinder wurden vom belgischen Hersteller La Coyère Belgique produziert, der Generator stammt von AEG. Außerdem ist noch ein kleiner Stromtransformator des belgischen Herstellers Constructions électriques de Belgique/Liège erhalten geblieben.
Auf der gegenüberliegenden Seite der Maschinenhalle wurde eine ehemalige Walzstraße unter freiem Himmel errichtet. Diese wurde zwischen 1909 und 1912 von der Gelsenkirchener Bergwerksgesellschaft gebaut und war zwischen 1913 und 1989 bei der ARBED in der Eisenhütte Esch-Belval in Betrieb. Sie wurde hauptsächlich zur Produktion von kleineren Schienen (Verlegung unter Tage) konzipiert, produzierte später aber auch T- und L-Träger.
Die Einrichtung des alten Krämerladens von 1919 entstammt der früheren Epicerie Victor Binck aus Differdange. Die einzige seit 1882 vor Ort bestehende Gaststätte und Teile der Gebäude entsprechen noch der damaligen Bergmannschenke.

### Antikes
Auf dem Titelberg, zwischen Fond-de-Gras und Lamadelaine finden seit Jahrzehnten Ausgrabungen einer keltisch-römischen Siedlung statt.

### Natur
Das ehemalige Tagebaugebiet Giele Botter bietet sich für ausgedehnte und interessante Spaziergänge an. Eine Vielfalt von Biotopen und Entwicklungsstadien können hier entsprechend der Jahreszeit bewundert werden. Dieses Naturschutzgebiet kann bis nach Pétange durchwandert werden.
Fond-de-Gras ist auch ein Ausgangspunkt des „Dichterwegs“ (Sentier des Poètes). Zwölf luxemburgische Autoren haben mit jeweils einem Gedicht zum Thema Wald hierzu beigetragen.